# L'arca russa
L'arca russa (rus: Русский ковчег, ruski covtxeg) és una pel·lícula russa del 2002 dirigida per Aleksandr Sokúrov que destaca sobretot per haver estat filmada en una única seqüència d'un total de 96 minuts de durada, utilitzant l'Steadicam. El film va ser inaugurat l'any 2002 al Festival Internacional de Cinema de Cannes.

## Argument
Un narrador desconegut i invisible pels espectadors recorre les sales del Palau d'Hivern (avui dia integrat al museu de l'Ermitage, a Sant Petersburg) i pel camí es topa amb nombrosos personatges, a vegades ficticis i a vegades reals, pertanyents a diversos períodes dels tres-cents anys d'història de la ciutat de Sant Petersburg. Durant l'excursió el narrador és acompanyat pel marquès de Custine, un noble francès que el 1839 va viatjar a Rússia.
Al llarg de tot el film la quarta paret és constantment trencada i erigida de nou seguidament i en certs moments el narrador i el seu acompanyant interaccionen amb altres personatges del film, mentre que en altres ocasions els dos protagonistes passen totalment desapercebuts.
El film comença un dia d'hivern, amb una carrossa de cavalls que arriba a una entrada secundària del Palau d'Hivern, on un grup de gent celebren una festa. El narrador, la vista del qual és la mateixa càmera, es topa amb un del membres de la festa, "l'europeu" (el marquès de Custine), i el segueix al llarg de les nombroses sales del palau. Cada cop que la càmera irromp en una nova habitació l'escenari canvia de període. Això no obstant, aquest diferents períodes de la història russa no estan ordenats de manera cronològica.
Entre els múltiples episodis que conté el film, destaquen diversos moments històrics com l'espectacular escenificació d'òperes i teatre durant el regnat de Caterina II de Rússia; un episodi en el qual el tsar Nicolau I de Rússia accepta les disculpes del Xa d'Iran arran de la mort d'Aleksandr Griboiédov, ambaixador rus a Pèrsia; la idíl·lica família del tsar Nicolau II de Rússia amb els seus fills; el canvi formal de la guàrdia del palau; el director del museu murmurant la necessitat de renovar el palau, durant el regnat de Stalin; o finalment, un desesperat habitant de Leningrad construint el seu propi bagul durant el setge de Leningrad a la Segona Guerra Mundial.
Amb l'arribada del gran ball i la seva imperant música de Mikhaïl Glinka com a teló de rerefons la pel·lícula assoleix el seu moment àlgid, amb centenars d'actors secundaris vestits d'època i la completa orquestra dirigida per Valery Guerguiev. Quan tot l'allau de persones ha sortit del palau a través de l'escalinata principal, el narrador abandona també l'edifici per una modesta sortida secundària i veu tot seguit el majestuós edifici transformat en una immensa arca que flota al mar, guardiana i preservadora de la cultura russa.

## Producció
L'arca russa va ser filmada amb una Sony HDW-F900 (una videocàmera digital per ús professional) i les imatges no van ser enregistrades comprimidament en una cinta com és habitual sinó descomprimides i en un disc dur amb capacitat per enregistrar 100 minuts. En total hi va haver quatre intents per completar el llarg pla seqüència; els tres primers van haver de ser interromputs degut a fallades tècniques després de només entre cinc i set minuts transcorreguts; i el quart intent va ser finalment el bo com no podia ser d'altra manera, ja que les bateries de la càmera només podien aguantar un únic darrer intent. El pla seqüència va ser filmat per l'operador de Steadicam Tilman Büttner.
El permís per poder filmar a l'interior de l'Ermitage no s'havia concedit des dels temps de Serguei Eisenstein. El museu tanca les portes només un dia a la setmana però Sokúrov i el seu equip van aconseguir convèncer a la direcció del museu per tancar un dia addicional, el 23 de desembre de 2001. D'aquesta manera el director rus va comptar amb dos dies per il·luminar adequadament les sales i cobrir-les de la decoració pertinent per tapar les parts modernes de l'edifici. Els treballs de decoració i preparació van durar gairebé tant com els treballs de desmuntatge. En canvi, el temps dedicat pròpiament al rodatge del film no va durar més de dues hores.
El film mostra un total de 33 sales del museu de l'Ermitage, plenes amb més de 2.000 actors que no havien tingut l'oportunitat d'assajar prèviament el seu paper a l'escenari real. Per aquest motiu l'equip responsable del rodatge -integrat per vuit persones- va haver de seguir el camí transcorregut per la càmera, al llarg de més d'un quilòmetre, per tal de donar instruccions i supervisar la posició de l'allau d'actors secundaris. El resultat d'aquest difícil repte va aconseguir, malgrat tot, estar a l'altura de la qualitat tècnica de les millors produccions cinematogràfiques i encara fins avui dia L'arca russa és considerada com una obra d'art única i inèdita al món del cinema, així com un monument de la cultura russa.

## Premis
En total L'arca russa va obtenir vuit premis cinematogràfics i nou nominacions.